# Abeele Aerodrome Military Cemetery
Abeele Aerodrome Military Cemetery is een Britse militaire begraafplaats met gesneuvelden uit de Eerste Wereldoorlog, gelegen in het Belgische dorp Abele (Poperinge). De begraafplaats ligt aan de Dodemanstraat op 1 km ten zuidwesten van het dorpscentrum (kerk van Onze-Lieve-Vrouw-Onbevlekt-Ontvangen). Het rechthoekige ommuurde terrein is 864 m² groot en is bereikbaar via een 100 m lang graspad. De begraafplaats werd ontworpen door George Goldsmith en wordt onderhouden door de Commonwealth War Graves Commission. Ze ligt op nauwelijks 100 m van de Franse grens en lag tijdens de oorlog nabij het front rond Ieper.   

## Geschiedenis
De begraafplaats werd in april 1918 aangelegd door Franse troepen die deelnamen aan de slagen van de Leie. Er werden in juli en september van dat jaar ook Amerikanen en Britten begraven. Na de wapenstilstand werden de Franse en Amerikaanse gesneuvelden elders verzameld, zodat enkel de gesneuvelden van het Gemenebest overbleven. Hierbij werden nog 25 graven overgebracht van het nabijgelegen kerkhof van het Franse Boeschepe. Er liggen nu 104 geïdentificeerde Britse gesneuvelden. De begraafplaats werd genoemd naar het vliegveld dat tijdens de oorlog in de nabijgelegen velden lag.
In 2009 werd de begraafplaats als monument beschermd.

## Onderscheiden militairen
- Kingsmill Williams Jones, kapitein bij het Royal Army Medical Corps werd onderscheiden met de Distinguished Service Order (DSO).
- Reginald Walter Barnett, majoor bij het King's Royal Rifle Corps werd tweemaal onderscheiden met het Military Cross (MC and Bar).
- G.H.E. Warburton, kapitein bij de The King's (Liverpool Regiment) en C.F.G. Hollis, luitenant bij de The Buffs (East Kent Regiment) ontvingen het Military Cross (MC).
- korporaal John Hayden Healey en pionier C.H. Walker ontvingen de Military Medal (MM).